# 피아노 협주곡 2번 (쇼팽)

피아노 협주곡 2번 F 단조(Op. 21)은 1번보다 먼저 작곡되었던 곡으로 1830년 3월 17일 폴란드 바르샤바에서 프레데리크 쇼팽 자신이 직접 연주한 것이다. 당시에 피아니스트로 활약하기 위해서는 자신이 직접 작곡한 곡을 연주하는 것이 일반적인 관례였다고 한다.
일반적인 협주곡과 같이 세 악장으로 구성되어 있다.
1. Maestoso
2. Larghetto
3. Allegro vivace

## 서문
다음은 뮌헨의 헨레 출판사 쇼팽 피아노 협주곡 작품번호 21번의 서문을 번역한 것이다 (번역 김기경, 2013/독일)
쇼팽의 피아노와 오케스트라를 위한 협주곡 바단조 작품 21번은 1829년 가을에 쓰기 시작하여 그해 겨울 완성되어 바르샤바에서 1830년 3월 17일에 작곡가의 연주로 성황리에 초연된다.
그해 여름 쇼팽은 그의 두번째 협주곡 마단조 작품 11번을 완성했고 1830년 10월 11일 바르샤바에서 그의 고별 콘서트에서 연주되었다. 그가 조국을 떠나기 한달 전이었다.
그는 비엔나, 뮌헨, 그리고 슈투트가르트를 거쳐 1831년 가을, 짐가방에 출판을 기다리는 여러개의 작품들을 가지고 파리에 도착한다. 그가 새로운 환경에 적응하고 중요한 사람들과 인맥을 쌓아가는 동안 – 그것은 작곡자에게 있어 쉽지 않은 시간이다 – 여러 출판업자들로부터 주문을 받으며 혼란스러운 시간을 겪는다. (쇼팽 자신은, 작곡된 순서에 따라 항상 그의 마단조 협주곡을 2번이라 명하였다. – 현재는 1번으로 출판됨*) 작품 11번은 1833년, 작품 21번은 1836년에 출판되었다. 발견된 소피아 리사의 기사 글에 의하면 “쇼팽은 현대 출판유통업계의 빛줄기와 같다.” (진보적 추측일 수도 있다.)
쇼팽이 파리에 도착한 1831년 가을, 그는 두 협주곡을 포함하여 많은 완성된 작품들을 가지고 있었다. 그러나 그는 아마도 출판업자들과 거래의 경험이 적었던 것으로 보인다. 1832년 연초에 그는 상업가인 아리스티드 페렌츠와 연결되어 그의 두 협주곡 출판을 의탁한다. 그러나 그 해 가을에 페렌츠의 작은 기업은 어려움을 겪었던 것이 분명하다. 이 일로 인해 쇼팽은 파리의 실정에 더욱 익숙해졌을 것이고 잘 알려진 출판업자인 마우리체 슐레징어에게 그의 작품들을 보호 받으며 출판권을 넘기게 되었다.
매출액이 높은 걸로 알려져 있는 슐레징어는 쇼팽의 오케스트라 작품들보다 피아노 독주를 위한 작품에 더욱 관심이 많았었다. 그리고 그는 그의 출판사에서는 오직 한 곡의 협주곡만을 출판하는 것으로 한계를 정하려는 듯 했다. 이러한 계획은 이전에 페렌츠와 가졌던 거래 내용과는 근본적으로 달랐다. 그래서 쇼팽의 두번째로 쓰여진 이 한살박이 협주곡 마단조는 출판목록에 협주곡 1번이라 인쇄되었다. 이렇게 1번이라 결정할 수밖에 없었던 것은 이 마단조 협주곡이 두 협주곡 중에 최근에 작곡된 것이라서일까? 아니면 바단조 협주곡을 쇼팽이 이미 파리에서 2월에 연주했기 때문에 출판업자들이 출판되지 않은 바단조 협주곡을 보호하기 위해 마단조를 1번이라 명한 것인가? 이러한 의문들은 여전히 해결되지 않은 채 남아있다.
바단조 협주곡은 마단조 협주곡과 원재료 자체와 관련해서 다른 점을 보인다. 이는 “준총보”semi-autograph로 불리는데 즉 쇼팽의 오케스트라 총보작업에 손을 대지 않은 상태의 피아노 파트 악보이다. 이 곡의 첫 마디에서 마지막 마디가 쓰여지는 동안 그 피아노 파트가 오케스트라 부분도 연주하게끔 구성되어 있는데 이는 악보에서 피아노가 잠시 쉬는 부분이다. 따라서 전체 곡은 반주부가 없이 연주될 수 있으며 말하는 방식이 소나타와 같은 것이다. 이러한 부분들은 역사적으로 볼 때 아베 보글러라는 사람과 연계되어 있는데 그는 작곡가들이 협주곡을 쓸 때 그들 자신이 “소나타”처럼 오케스트라 없이 연주할 수 있게 만들기를 원했던 사람이다. 또한 바로크시대에 독주자가 기악 협주곡을 연습할 때 오케스트라 파트부에 조인하여 튜티tutti 부분을 연주할 수 있도록 옵션을 만드는 것과도 같다고 볼 수 있다.
19세기 초반의 수십년 동안은 이러한 피아노 리덕션(솔리스트 혼자 연주할 수 있도록 만들어진 악보 - 요즘은 두대의 피아노로 연주할 수 있도록 재구성된 것이 일반적이다*)과 오케스트라 파트보와 함께 출판되는 관행이 유지되어 왔다. (이 악보는 오케스트라와 솔리스트의 총 연습을 위해 필요한 부분이기도 했다.) 몇년이 지난 이 악보들은 자주 문제를 일으키곤 했는데 마단조의 콘체르토도 예외는 없었다. 음악 출판사들이 솔로 파트와 피아노 혼자 오케스트라 간주부를 포함한 모든 것을 연주하게 되어있는 리덕션(축소판)을 뒤죽박죽 섞어버린 것이었다. 그것은 원전판 편집자들에 대한 정면 대결과 다름없는 일이었다. 가지고 있는 총보를 다시 재구성하는 것보다 오케스트라 파트를 리덕션한 피아노 파트가 더 원전판에 가깝다고도 할 수 없는 것이었기 때문이다. (아무튼 수정작업이 복잡했기 때문) 이것이 암시하고 있는 것에 주목해보면, 이 독립적인 오케스트라부는 - 독주자가 쉬고 있는 부분들을 지칭한다 - 쇼팽 자신을 위하여 존재하는 피아노 리덕션이라는 것이다. 그러나 마단조의 협주곡과 함께 분실되었던 오케스트라 반주부의 리덕션에 만족할 만한 해결책을 제시해준 이 행운의 자료에 감사한다. 한나 브로블류스카-스트라우스의, "쇼팽연구" Chopin Studies(바르샤바 1990)에서 쇼팽의 비서였던 율리안 폰타나에 의해 편곡된 이 협주곡의 2,3악장이 존재하는 가에 대한 여부에 대해 주목하고 있는데 이는 아마도 작곡자인 쇼팽의 부탁에 의한 것이었고, 이것이 성급한 작업이라 할지라도 작곡자 자신이 만든 것과 동일한 권위를 가지게 된다. 따라서, 이 자료가 허가하지 않은 이 편집본의 일부는 1악장의 오케스트라 반주부를 피아노로 리덕션 하여 1860년대에 브라이트코프 & 해르텔(출판업자)에 의해 출판되었다.
우리(헨레)의 바단조 협주곡 편집본은 일차적으로는 이 준총보에 따라, 그리고 이차적으로 추가된 자료들은 평가와 보고를 사용하고 있다. 이 협주곡의 편집본은 조피아 리사에 의해 발견된 정보의 분류로 출판업자들의 대응이다 (위쪽을 보시오). 비록 두 작품 모두 마우리체 슐레징어에 의해 프랑스에서 출판되었지만 이 두 협주곡은 독일에서 두 출판사에 의해 두각을 드러내었다: 키스트너(작품 11) 그리고 브라이트코프 & 해르텔(작품 21). 크리스티야 코비란스카의 "쇼팽의 작품들" (뮌헨, 1979)의 카탈로그에 보면 같은 준총보들이 마치 조각사의 사본같이 오늘날까지 공급되어 있음을 알려주고 있는데, 이는 슐레징어의 첫번째 에디션은 1836년부터 이미 브라이트코프 & 해르텔사의 소유였다는 것이다. 무엇이 사실이라고 할 수 있을까? 이 총보는 슐레징어에 의해 사용된 후 브라이트코프 & 해르텔이 사용한 것일까? 현저하게, 이 사본은 사보자나 공급자의 표시를 포함하고 있지 않다. 아직 이런 분류에 대한 마킹이 통상적인 출판의 규칙으로 정착되지 않은 상황이었다. 이것은 브라이트코프 & 해르텔이 얻었던 원고이며 어떠한 이유에서든지, 오직 사보된 뒤에, 그리고 단독적으로 사용되어 원판임이 증명되었는가? 또는 연주의 목적만을 위하여 사용된 것이었는가? 우리는 주저함 없이 이 질문에 대해 과감히 대답할 수 있다. 비록 이러한 문제들이 자꾸 나타나 분별력을 흐려놓지만, 모순거리들을 간단한 사보가의 오류로 설명할 수도 있다. (그 외의 정보들은 에발트 짐머만의 “쇼팽과 그의 오케스트라”, 쇼팽연구 3, 바르샤바, 1990에서 볼 수 있다) 오류 보고는 이 책의 끝부분에 자료의 세밀한 부분과 그 출처까지 제공되어 있으며 비교하기 편리하도록 구성되어 있다.
또한 이 편집에 기꺼이 도움을 준 모든 분들과 쇼팽의 제자인 카밀레 오메라(자료목록을 보라)의 프랑스 첫판을 포토카피로 만들어 준 폴 바두라-스코다 교수님께도 감사를 드린다. 그리고 특별히 바르샤바의 쇼팽협회, 나와 함께 약 30년간의 협력과 기쁨이 되어준 모든 회원들에게 이 감사를 바친다.

## 같이 보기
- 피아노 협주곡 1번